# Plectiscidea
Plectiscidea är ett släkte av steklar som beskrevs av Henry Lorenz Viereck 1914. Plectiscidea ingår i familjen brokparasitsteklar.

## Dottertaxa tillPlectiscidea, i alfabetisk ordning[1][2]
- Plectiscidea abdita
- Plectiscidea agitator
- Plectiscidea ambiens
- Plectiscidea amicalis
- Plectiscidea aquilonia
- Plectiscidea arctica
- Plectiscidea arida
- Plectiscidea balteata
- Plectiscidea bidentula
- Plectiscidea bistriata
- Plectiscidea blandita
- Plectiscidea brevicaudata
- Plectiscidea canaliculata
- Plectiscidea capitosa
- Plectiscidea cinctula
- Plectiscidea collaris
- Plectiscidea communis
- Plectiscidea conjuncta
- Plectiscidea connexa
- Plectiscidea cooperator
- Plectiscidea crassicornis
- Plectiscidea decepta
- Plectiscidea dentata
- Plectiscidea deterior
- Plectiscidea discolor
- Plectiscidea disjuncta
- Plectiscidea enixa
- Plectiscidea erythropyga
- Plectiscidea eurystigma
- Plectiscidea filiformis
- Plectiscidea flavicentrata
- Plectiscidea foersteri
- Plectiscidea formosa
- Plectiscidea fraterna
- Plectiscidea fuscicornis
- Plectiscidea fuscifemur
- Plectiscidea grahamica
- Plectiscidea grossepunctata
- Plectiscidea helleni
- Plectiscidea helvola
- Plectiscidea hirsuta
- Plectiscidea humeralis
- Plectiscidea hyperborea
- Plectiscidea inanis
- Plectiscidea indomita
- Plectiscidea inflata
- Plectiscidea iniqua
- Plectiscidea integer
- Plectiscidea jejuna
- Plectiscidea koponeni
- Plectiscidea lanhami
- Plectiscidea longicornis
- Plectiscidea melanocera
- Plectiscidea melanostoma
- Plectiscidea mendica
- Plectiscidea mesoxantha
- Plectiscidea moerens
- Plectiscidea monochrocera
- Plectiscidea monticola
- Plectiscidea nava
- Plectiscidea nemorensis
- Plectiscidea obscura
- Plectiscidea oceanica
- Plectiscidea ohioensis
- Plectiscidea parvula
- Plectiscidea peregrina
- Plectiscidea petiolifer
- Plectiscidea picta
- Plectiscidea posticata
- Plectiscidea praedatoria
- Plectiscidea procera
- Plectiscidea prognathor
- Plectiscidea prolata
- Plectiscidea prolixa
- Plectiscidea pseudoproxima
- Plectiscidea pudica
- Plectiscidea quadrierosa
- Plectiscidea separata
- Plectiscidea spilota
- Plectiscidea spuria
- Plectiscidea subangulata
- Plectiscidea subcompleta
- Plectiscidea substantiva
- Plectiscidea subteres
- Plectiscidea subtilicornis
- Plectiscidea tener
- Plectiscidea tenuecincta
- Plectiscidea tenuicornis
- Plectiscidea terebrator
- Plectiscidea tumida
- Plectiscidea undulata
- Plectiscidea vagator
- Plectiscidea ventosa
- Plectiscidea venusta
- Plectiscidea verecunda
- Plectiscidea vetusta
- Plectiscidea zonata